# Hans Ustrud
Hans Andreas Ustrud (* 4. November 1871 im Minnehaha County, South Dakota; † 20. April 1943 ebenda) war ein US-amerikanischer Politiker. Zwischen 1933 und 1935 war er Vizegouverneur des Bundesstaates South Dakota.

## Leben
Über die Jugend und Schulausbildung von Hans Ustrud ist nichts überliefert. Auch über seinen Werdegang jenseits der Politik gibt es in den Quellen keine Angaben. Sicher ist: Er lebte in South Dakota und war Mitglied der Demokratischen Partei. Allerdings muss hierbei erwähnt werden, dass im Jahr 1907 ein Hans A. Ustrud Bildungsminister von South Dakota wurde und dieser der Republikanischen Partei angehörte. Ob es sich hierbei um den späteren Vizegouverneur oder eine zufällige Namensgleichheit handelt, muss offenbleiben. Wäre es der Vizegouverneur, hätte er zwischenzeitlich einen Parteiwechsel vollzogen.
1932 wurde Ustrud an der Seite von Thomas Berry zum Vizegouverneur von South Dakota gewählt. Dieses Amt bekleidete er zwischen 1933 und 1935. Dabei war er Stellvertreter des Gouverneurs und Vorsitzender des Staatssenats. Nach seiner Zeit als Vizegouverneur ist er politisch nicht mehr in Erscheinung getreten. Er starb am 20. April 1943.